# Li Jiaman
Li Jiaman (chinesisch 李佳蔓, Pinyin Lǐ Jiāmàn; * 18. August 1997 in Peking) ist eine chinesische Bogenschützin.

## Karriere
Li Jiaman war bereits im Juniorenbereich sehr erfolgreich. So gewann sie bei den Olympischen Jugend-Sommerspielen 2014 in Nanjing zunächst im Einzel die Goldmedaille, nachdem sie in der Qualifikationsrunde den dritten Platz belegt hatte und anschließend sämtliche Begegnungen in der nachfolgenden K.-o.-Runde gewann. Mit dem Philippiner Luis Gabriel Moreno sicherte sich Li im Mixed ebenfalls Gold. Auf internationaler Ebene gelang ihr bei den Erwachsenen 2017 bei den Asienmeisterschaften in Dhaka mit Bronze im Mannschaftswettbewerb die erste Podestplatzierung.
Im Weltcup 2023 wurde sie in Medellín mit der Mannschaft Zweite sowie in Paris im Mixed Dritte. Die Asienmeisterschaften 2023 in Bangkok schloss sie in der Mannschafts- und der Mixedkonkurrenz jeweils auf dem zweiten Platz ab, während sie im Einzel Rang drei belegte. Bei den 2023 ausgetragenen Asienspielen 2022 in Hangzhou belegte Li ebenfalls im Einzel den dritten und mit der Mannschaft den zweiten Platz. 2024 gewann sie mit der Mannschaft die Weltcups in Shanghai und Yecheon, im Einzel siegte sie in Tlaxcala und wurde in Shanghai Dritte.
Bei den Olympischen Spielen 2024 in Paris nahm Li an zwei Disziplinen teil. Zunächst startete sie im Mannschaftswettbewerb an der Seite von Yang Xiaolei und An Qixuan. Nach Rang zwei in der Platzierungsrunde besiegte die chinesische Mannschaft nacheinander die Mannschaften Indonesiens und Mexikos und zog ins Finale gegen Südkorea ein. Mit 27:29 unterlagen die Chinesinnen im entscheidenden fünften Durchgang ihren Kontrahentinnen, sodass Li, Yang und An als Zweitplatzierte die Silbermedaille gewannen. Im abschließenden Einzel schloss Li die Platzierungsrunde auf dem neunten Rang ab und traf nach zwei Auftaktsiegen im Achtelfinale auf Alejandra Valencia aus Mexiko. Erst im shoot-off fiel die Entscheidung zugunsten Valencias, deren Neun die Zielscheibe näher an der Mitte traf als die Neun von Li.